# Sevalni tok
Sevalni tok (ali moč sevanja) je v radiometriji merilo za skupno moč elektromagnetnega valovanja, ki ga seva telo ali za sevanje, ki je vpadlo na določeno površino. Vključene so vse valovne dolžine izsevanega ali vpadlega valovanja. Sevalni tok je enak energiji, ki jo v časovni enoti telo izseva ali nanj pade 
{\displaystyle \Phi _{\rm {e}}={\frac {\mathrm {d} Q}{\mathrm {d} t}}\!\,.}

## Enote za sevalni tok
V sistemu enot SI je enota za merjenje velikosti sevalnega toka vat (W).